# Diocesi di Obuasi
La diocesi di Obuasi (in latino: Dioecesis Obuasiensis) è una sede della Chiesa cattolica in Ghana suffraganea dell'arcidiocesi di Kumasi. Nel 2021 contava 118.744 battezzati su 1.486.300 abitanti. È retta dal vescovo John Yaw Afoakwa.

## Territorio
La diocesi comprende i distretti di Obuasi, Amansie, Adansi e Bosomtwe-Atwima-Kwanwoma nella regione di Ashanti in Ghana.
Sede vescovile è la città di Obuasi, dove si trova la cattedrale di San Tommaso.
Il territorio è suddiviso in 24 parrocchie.

## Storia
La diocesi è stata eretta il 3 marzo 1995 con la bolla Apostolicum opus di papa Giovanni Paolo II, ricavandone il territorio dalla diocesi di Kumasi.
Inizialmente suffraganea dell'arcidiocesi di Cape Coast, il 22 dicembre 2001 in seguito all'elevazione di Kumasi ad arcidiocesi metropolitana ne è divenuta suffraganea.

## Cronotassi dei vescovi
Si omettono i periodi di sede vacante non superiori ai 2 anni o non storicamente accertati.
- Thomas Kwaku Mensah † (3 marzo 1995 - 26 marzo 2008 nominato arcivescovo di Kumasi)
- Gabriel Justice Yaw Anokye (26 marzo 2008 - 15 maggio 2012 nominato arcivescovo di Kumasi)
  - Sede vacante (2012-2014)
- John Yaw Afoakwa, dal 22 novembre 2014

## Statistiche
La diocesi nel 2021 su una popolazione di 1.486.300 persone contava 118.744 battezzati, corrispondenti all'8,0% del totale.
| anno | popolazione | popolazione | popolazione | presbiteri | presbiteri | presbiteri | presbiteri                | diaconi | religiosi | religiosi | parrocchie |
| anno | battezzati  | totale      | %           | numero     | secolari   | regolari   | battezzati per presbitero | diaconi | uomini    | donne     | parrocchie |
| ---- | ----------- | ----------- | ----------- | ---------- | ---------- | ---------- | ------------------------- | ------- | --------- | --------- | ---------- |
| 1999 | 81.885      | 930.000     | 8,8         | 29         | 27         | 2          | 2.823                     |         | 10        | 30        | 17         |
| 2000 | 84.679      | 950.000     | 8,9         | 35         | 31         | 4          | 2.419                     |         | 11        | 26        | 18         |
| 2001 | 88.104      | 873.500     | 10,1        | 33         | 30         | 3          | 2.669                     |         | 11        | 23        | 18         |
| 2002 | 84.479      | 950.000     | 8,9         | 37         | 34         | 3          | 2.283                     |         | 10        | 25        | 22         |
| 2003 | 91.651      | 928.090     | 9,9         | 41         | 36         | 5          | 2.235                     |         | 14        | 31        | 23         |
| 2004 | 93.687      | 934.808     | 10,0        | 42         | 37         | 5          | 2.230                     |         | 13        | 31        | 21         |
| 2013 | 107.705     | 1.245.000   | 8,7         | 64         | 58         | 6          | 1.682                     |         | 10        | 27        | 24         |
| 2016 | 112.348     | 1.331.164   | 8,4         | 72         | 66         | 6          | 1.560                     |         | 10        | 27        | 24         |
| 2019 | 116.495     | 1.422.321   | 8,2         | 69         | 63         | 6          | 1.688                     |         | 10        | 29        | 24         |
| 2021 | 118.744     | 1.486.300   | 8,0         | 72         | 66         | 6          | 1.649                     |         | 10        | 29        | 24         |